# Kistane jezik
Kistane jezik (sjeverni gurage, north gurage, soddo, soddo gurage; ISO 639-3: gru), jezik južnoetiopske skupine etiopskih jezika, kojim govori 255 000 ljudi (1994 popis) iz plemena Soddo i Gogot, ukupno etničkih 363 867 (1994 popis) od čega 4 000 Gogota.
Kistane ili kestane, što je izgovor od (kršćani), govori se u etiopskim regijama Gurage, Kambaata i Hadiyya, jugozapadno od Addis Ababe. Ima dva dijalekata: soddo (aymallal, aymellel, kestane, kistane) i dobi (dobbi, gogot, goggot). Preko 60 000 ljudi govori ga kao drugim jezikom.

## Vanjske poveznice
- Ethnologue (14th)
- Ethnologue (15th)